# ادوارد جوزف کینگ
ادوارد جوزف  کینگ (انگلیسی: Edward Joseph King) سیاستمدار و وکیل اهل ایالات متحده آمریکا بود.(۱۱ مهٔ ۱۹۲۵ – ۱۸ سپتامبر ۲۰۰۶) وی از سال ۱۹۷۷ تا ۱۹۸۵ از اعضای حزب دموکرات بود اما پس از آن به حزب جمهوری‌خواه پیوست.